# Episodi di The Twilight Zone (serie televisiva 2019) (seconda stagione)
La seconda e ultima stagione della serie televisiva The Twilight Zone, composta da 10 episodi, viene distribuita negli Stati Uniti su CBS All Access il 25 giugno 2020.
In Italia la stagione è inedita.
| nº | Titolo originale    | Titolo italiano | Pubblicazione USA | Prima TV Italia |
| -- | ------------------- | --------------- | ----------------- | --------------- |
| 1  | Meet in the Middle  |                 | 25 giugno 2020    |                 |
| 2  | Downtime            |                 | 25 giugno 2020    |                 |
| 3  | The Who of You      |                 | 25 giugno 2020    |                 |
| 4  | Ovation             |                 | 25 giugno 2020    |                 |
| 5  | Among the Untrodden |                 | 25 giugno 2020    |                 |
| 6  | 8                   |                 | 25 giugno 2020    |                 |
| 7  | A Human Face        |                 | 25 giugno 2020    |                 |
| 8  | A Small Town        |                 | 25 giugno 2020    |                 |
| 9  | Try, Try            |                 | 25 giugno 2020    |                 |
| 10 | You Might Also Like |                 | 25 giugno 2020    |                 |